# Edie Martin
Edie Martin (* 1. Januar 1880 in London, England; † 24. Februar 1964 ebenda) war eine britische Schauspielerin.

## Leben und Karriere
Edith Martin gab ihr Theaterdebüt im Alter von sechs Jahren im Stück Alice, in den folgenden Jahrzehnten arbeitete sie als Bühnenschauspielerin in London. Zu ihrem ersten Filmauftritten kam sie erst im Jahr 1931, als sie bereits über 50 Jahre alt war. In den nächsten 30 Jahren spielte sie in über 65 britischen Filmen, darunter kleinere Rollen in Filmklassikern wie Geheimnisvolle Erbschaft und Oliver Twist. Häufig wurde Edie Martin in dem Rollentyp der schrulligen Alten eingesetzt. Die Ealing Studios verpflichteten sie regelmäßig für ihre Filme, etwa in Der Mann im weißen Anzug, Das Glück kam über Nacht und Ladykillers jeweils an der Seite von Alec Guinness. Ab den 1950er-Jahren trat sie auch in einigen Fernsehproduktionen auf, darunter in zwei Folgen der Krimiserie Dixons of Dock Green. Martin, die mit Felix W. Pitt verheiratet war, starb 1964 im Alter von 84 Jahren in ihrer Geburtsstadt London.

## Filmografie (Auswahl)
- 1936: The Big Noise
- 1936: Unter der roten Robe (Under the Red Robe)
- 1937: Farewell Again
- 1941: A Letter from Home
- 1945: Es blieb etwas zurück (A Place of One's Own)
- 1945: Drei Ehen (They Were Sisters)
- 1946: Geheimnisvolle Erbschaft (Great Expectations)
- 1947: Kampf um Jimmy (When the Bough Breaks)
- 1947: Whitechapel (It Always Rains on Sundays)
- 1948: Oliver Twist
- 1948: Another Shore
- 1949: The History of Mr. Polly
- 1951: Verbrechen ohne Schuld (Blackmailed)
- 1951: Das Glück kam über Nacht (The Lavender Hill Mob)
- 1951: Der Mann im weißen Anzug (The Man in the White Suit)
- 1952: Time Gentlemen, Please!
- 1953: Der Titfield-Expreß (The Titfield Thunderbolt)
- 1953: Die feurige Isabella (Genevieve)
- 1954: Herr im Haus bin ich (Hobson's Choice)
- 1955: Hahn im Korb (As Long as They're Happy)
- 1955: Ein Alligator namens Daisy (An Alligator Named Daisy)
- 1955: Ladykillers (The Ladykillers)
- 1956: Ramsbottom Rides Again
- 1957: Die nackte Wahrheit (The Naked Truth)
- 1959: Too Many Crooks
- 1960: Entführt – Die Abenteuer des David Balfour (Kidnapped)
- 1963: Sparrers Can’t Sing